# Stratiomyomorpha
Infra-ordre
Les Stratiomyomorpha sont un infra-ordre d'insectes diptères brachycères.

## Liste des familles
Selon BioLib (25 juin 2025) :
- Pantophthalmidae Bigot, 1886
- Stratiomyidae Latreille, 1802
- Xylomyidae Verrall, 1901

Selon ITIS :
- famille des Stratiomyidae Latreille, 1802
- famille des Xylomyidae Verrall, 1901